# Phoenix Rising Football Club 2019
Questa voce raccoglie le informazioni riguardanti il Phoenix Rising Football Club nelle competizioni ufficiali della stagione 2019.

## Rosa
| N. |                           | Ruolo | Calciatore        |
| -- | ------------------------- | ----- | ----------------- |
| 1  | Stati Uniti (bandiera)    | P     | Carl Woszczynski  |
| 2  | Costa d'Avorio (bandiera) | D     | Doueugui Mala     |
| 3  | Stati Uniti (bandiera)    | D     | Alec John Cochran |
| 4  | Irlanda (bandiera)        | D     | Corey Whelan      |
| 7  | Giamaica (bandiera)       | C     | Junior Flemmings  |
| 8  | Giamaica (bandiera)       | C     | Peter-Lee Vassell |
| 9  | Stati Uniti (bandiera)    | A     | Adam Jahn         |
| 10 | Spagna (bandiera)         | A     | Jon Bakero        |
| 13 | Stati Uniti (bandiera)    | D     | Amadou Dia        |
| 14 | Giamaica (bandiera)       | C     | Jason Johnson     |
| 15 | Stati Uniti (bandiera)    | D     | Joe Farrell       |
| 16 | Stati Uniti (bandiera)    | D     | Austin Ledbetter  |
| 17 | Canada (bandiera)         | C     | Alessandro Riggi  |
| 18 | Stati Uniti (bandiera)    | C     | Joshua Pérez      |

| N. |                          | Ruolo | Calciatore                |
| -- | ------------------------ | ----- | ------------------------- |
| 19 | Spagna (bandiera)        | C     | José Aguinaga             |
| 20 | Ghana (bandiera)         | C     | Solomon Asante (capitano) |
| 21 | Stati Uniti (bandiera)   | A     | Joey Calistri             |
| 22 | Stati Uniti (bandiera)   | A     | Ben Spencer               |
| 23 | Porto Rico (bandiera)    | C     | Devin Vega                |
| 24 | Sierra Leone (bandiera)  | D     | Mustapha Dumbuya          |
| 26 | Stati Uniti (bandiera)   | P     | Brandon Keniston          |
| 27 | Giamaica (bandiera)      | C     | Kevon Lambert             |
| 28 | Stati Uniti (bandiera)   | P     | Zac Lubin                 |
| 32 | Stati Uniti (bandiera)   | D     | Kyle Bjornethun           |
| 35 | Stati Uniti (bandiera)   | C     | Andrew Wheeler-Omiunu     |
| 39 | Stati Uniti (bandiera)   | A     | Jordan Jones              |
| 41 | Nuova Zelanda (bandiera) | D     | James Musa                |
| 95 | Giamaica (bandiera)      | C     | Ramone Howell             |